# Marvel Age
Marvel Age is een stripreeks van Marvel Comics gericht op een jong publiek, waaronder kinderen. De serie begon in 2003 als opvolger van de mislukte Tsunami-stripreeks. 
Marvel Age-striptitels worden gedrukt in een kleiner formaat dan de standaard Marvel-strips. In tegenstelling tot de standaard Marvel strips, waarin verhalen vaak verspreid worden over meerdere delen, bevatten de strips in Marvel Age elk een eigen verhaal.
In 2005 werd de naam veranderd in Marvel Adventures met een vierdelige miniserie Marvel Adventures The Thing. 

## Titels

### Marvel Age/Marvel Adventures continuities
De Spider Man- en Fantastic Four-strips in deze reeks waren aanvankelijk gebaseerd op scripts die Stan Lee schreef in de jaren 60, maar sinds de titel werd veranderd in Marvel Adventures bevatten alle strips unieke verhalen. 
- Marvel Adventures The Thing
- Marvel Age Fantastic Four
- Marvel Age Hulk
- Marvel Age Spider-Man
- Marvel Age Spider-Man Team-Up
- Marvel Adventures: The Avengers

Hoewel de nieuwe Power Pack serie niet werd gezien als deel van Marvel Age, wordt hij sinds de naamsverandering tot Marvel Adventures wel tot deze reeks gerekend.
- Power Pack (2005)
- X-Men & Power Pack (2005)
- Avengers & Power Pack: Assemble (2006)
- Spider-Man & Power Pack (2006-2007)
- Hulk & Power Pack (2007)
- Fantastic Four & Power Pack (2007)
- Iron Man & Power Pack (2007)
- Power Pack: Day One (2008)
- Skrulls vs Power Pack (2008)
- Wolverine and Power Pack (2008)
- Thor And The Warriors Four (2010)

### Earth-616continuïteit
Deze strips vinden plaats in het standaard Marvel Universum.
- Emma Frost
- Runaways
- Sentinel
- Jubilee
- Thor: Son of Asgard

### Andere continuïteiten
- Spider-Girl
- Mary Jane

## Jaren 80 Marvel Age
Marvel Age was ook de titel van een promotioneel tijdschrift op stripboekformaat, dat Marvel in de jaren 80 uitgaf. Dit tijdschrift bevatte previews van aankomende Marvel striptitels en interviews met stripprofessionals.